# سان پاسکوال
سان پاسکوال دهستانی در استان آبیلای اسپانیا است.
در این دهستان ۵۲ نفر زندگی می‌کنند. مساحت این دهستان ۱۸٫۵۴ کیلومتر مربع است.